# Святогорівка
Святого́рівка (до 1900 року — Штепине) — селище в Україні, в Добропільській міській громаді Покровського району Донецької області. Розташоване у північно-західному Донбасі, над річкою Бик. Населення становить 2,6 тис. (1970 р.). Відстань до міста Добропілля становить близько 6 км і проходить автошляхом Т 0515.

## Історія

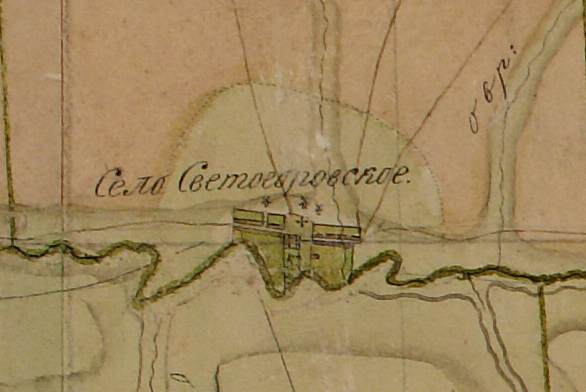
Святогорівка на мапі складеної в 1790-х роках.

Перші поселенці в верхів'ях річки Бик з'явилися в епоху мезоліту.
З 1966 по 2024 роки мало статус селища міського типу.

### Період козаччини.
У XVII стооіччі на місці нинішнього селища Св'ятогорівка поряд з перетином Муравського і Залозного шляхів, існувала сторожа запорізьких козаків, яка відносилася до Самарської паланки Осіле життя в цих краях зароджується з кінця XVIII сторіччя.

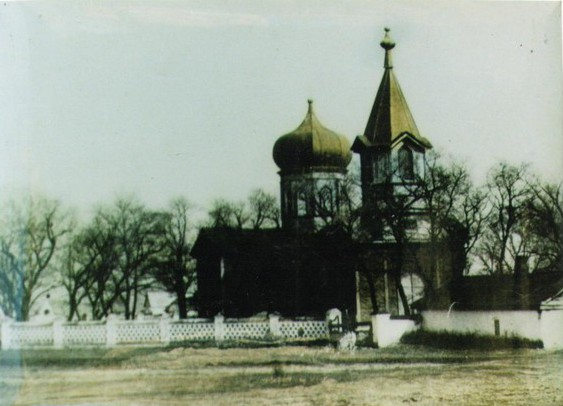
Церква Успіння Пресвятої Богородиці

### Російська імперія.
У 1794 році на річці Бик виникло село Штепине, з 1860 зване Св'ятогорівкою на честь місцевого землевласника Св'ятогора Штепи. У селі — дерев'яна церква Успіння Пресв'ятої Богородиці, панський будинок, три вітряних млини, кошара …. Населення складало 186 чоловіків і 155 жінок.
З самого заснування у Св'ятогорівці діяла церква. У 1905 році в селі була збудована сільська земська лікарня, головним лікарем працювала В.Д.Сангурська. (зараз працює фельдшерсько-акушерський пункт). У 1904 році в будівлі магазину відкрилася церковно-приходська школа; постійна чотирирічна школа відкрилася в новій будівлі в 1911 році.

### Визвольні змагання.
В часи Української революції в селі було створено Громадський комітет який у першому складі проіснував кілька днів. 
У 1918 році більшовиками була створена рада робітничих і селянських депутатів, першим головою був Юдін Григорій Фролович.В часи першої світової війни, з приходом німців, у селі Св'ятогорівка був заарештований цілий ряд селян.За розпорядженням німецької влади в волостях були скликані сходи, на яких обиралися волосні земські управи. 
У селі була створена підпільна група для боротьби з Гетьманатом, 11 партизан були схоплені та страчені.
У роззброєнні гетьманської варти в селі Гришине, під керівництвом петлюрівця сотника Гудвило, 19 листопада 1918 року брали участь мешканці села Св'ятогорівка
Наприкінці 1918 року в Св'ятогорівці був організований загін в 100 чоловік, який проводив роззброєння селян спільно із загонами сіл Криворіжжя та Сергіївки, вів бій на хуторі Ново Троїцькому. Найбільш активними учасниками загону були: Тремба (убитий в бою), Максименко, Доценко, Дорофеюк та ряд інших.
У 1920-х роках у селі проведена конфіскація панських земель і передача їх малоземельним селянам.
26 березня 1921 року махновець Кожин увійшов в село Св'ятогорівку, де «поставив на вуха» місцеву сільраду. На початку квітня 1921 року, Донецька дивізія ВЧК витіснила загони Кожина з Св'ятогорівки, проте незабаром він повернувся назад.
08 квітня 1921 року Савонов разом з Шкарупа займають Св'ятогорівку, вони захоплюють і рубають 6 червоноармійців 101 полку ВНУС.
В селі Панківка продовольчий полк в 1921 році затримав повстанця Держака Івана, який стратив голову Св'ятогорівської Ради Юдіна ГФ . Його привезли в село Св'ятогорівку, скликали жителів села і на сході судили військово-польовим судом. Рішення судовища - зарубати шаблями. Тут же присуд було виконано.

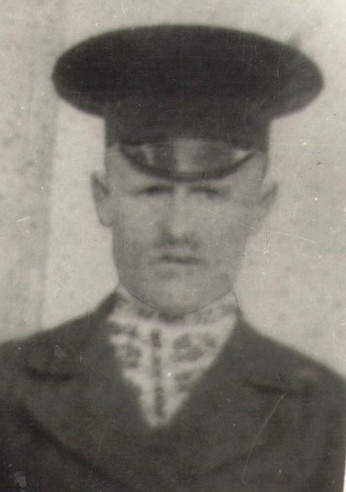
Юдін Григорій Фролович перший голова Св'ятогорівської Ради загинув 1918.
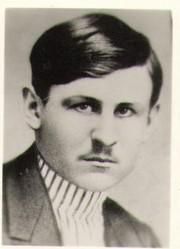
Татарин В. Ф комісар загону самооборони села Св'ятогорівка 1918
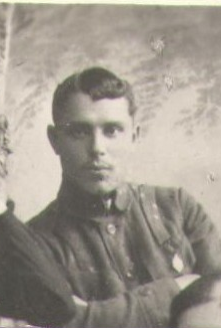
Командир загону самооборони села Св'ятогорівка  Тремба І. Т. . (1918)
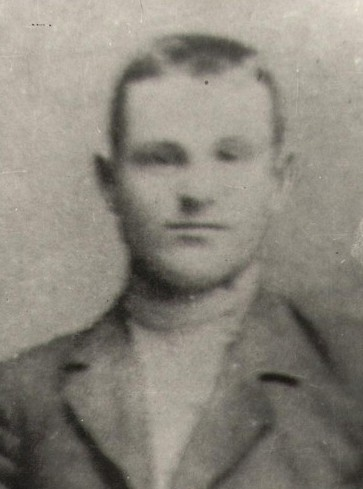
Голова комітету сільської бідноти Бодашко Михаїл 1918

### Радянський період
У 1934 році початкова школа трансформована в семирічку. ТОЗи у Святогорівці з'явилися в 1929 році. Працював млин. У 1930 році в селі були утворені перші колгоспи («Прапор Комунізму», імені Й. В. Сталіна, імені Т. Г. Шевченка), об'єднані в 1950-х роках у колгосп імені Ватутіна (4,6 тис. га сільгоспугідь, з них — 3,9 тис. га оранки, вирощування зернових та овочевих культур, садівництво, м'ясо-молочне тваринництво, 3 комплексні і 2 тракторні бригади, 5 ферм, млин, олійниця, винний цех).

#### Друга світова війна.
У роки другої світової війни на території села тричі: в січні 1942; у лютому і вересні 1943 проходили запеклі бої. Село зазнало сильних руйнувань, повністю була знищена лікарня.

#### Післявоєнні роки.
У 1947 році у Св'ятогорівці було встановлено пам'ятник воїнам-визволителям, а в 1965 році — обеліск Вічної Слави. У радянські часи в селі працювали цегельний і шлакоблоковий заводи міжколгоспної будівельної організації .

## Святогорівські шахти
Про наявність вугілля в районі старого села Св'ятогорівка було відомо ще в 90-х роках XVIII сторіччя. У 1795 році за результатами експедиции в Павлоградському та Бахмутському повітах Новоросійської губернії, гірський інженер І.Брігонцов в своєму рукописі "Керівництво до пізнання, розроблення і употвання кам'яного вугілля … «писав, що» … знаходяться кам'яні вугілля в Павлоградському повіті в селі … Св'ятогорівці ". Однак дане дослідження не отримало широкої розголосу, оскільки рукопис І.Брігонцова загубився в архіві генерал-губернатора П.А.Зубова. У 80-90-х роках XIX сторіччя, розвідку родовища і кустарний видобуток вугілля в районі села Св'ятогорівка для потреб власного маєтку проводив землевласник Я.Д.Подільський. У 1900 році власниця маєтку в селі Спасько-Михайлівка Е.Ф.Платонова клопотала про будівництво залізниці Гришине — Гаврилівка, з метою оживити вуглевидобуток на Штепінскому родовищі, розташованому поблизу села Св'ятогоровка (названо по дублюючому найменуванню села — Штепіно).
Після 1910 року, одночасно з закладанням капітальних рудників в районі східніше села, велася розвідка нових кам'яновугільних ділянок в районі села Св'ятогорівка. Якщо в 1911 році орендар Св'ятогіровської гірничозаводської оброчної статті, технік Я.М.Богомолов ніяких розвідок не справляв, то в 1913—1915 роках під розвідкою були одна Св'ятогорівська оброчна стаття А.Г.Редліха, і дві спільних З.Снегірѐвої і Р.Цаліта.
А.Г.Редліх, п'ятьма свердловинами розкрив два пласта потужністю близько 0,5 метра. З 1915 року оброчна стаття А.Г.Редліха перейшла С.Іванову. У 1913 році гірничопромисловці клопотали про будівництво окремої залізничої гілки від одного з проміжних роздільних пунктів проектованої залізничної дороги Гришине — Золотий Колодязь по вододілу річок Бик і Самара до вугільного родовища Ново-Штепіне. Однак питання з будівництвом гілки до Ново-Штепіне було відкладене до уточнення інформації про запаси родовища.

## Святогорівська ЗОШ І—ІІІ ступенів
У 1904 році Св'ятогорівці відкрили першу школу в звичайній селянській хаті. В 1911 році земство побудувало приміщення 4-класної школи. В 1934 році школа стала семирічною. В 1964 році до старого будинку школи добудовано приміщення з 8 класними кімнатами і спортзалом. У 1966 році школа стала середньою, у 1975 році збудовано нове типове приміщення школи. При школі були відкриті майстерні.
У 2018 році за участі київського літературознавчого товариства «Українські ініціативи» (Ю. Косенко), місцевої влади було реставровано шкільний музей М.Чернявського в селищі Св'ятогорівка.

## Релігія

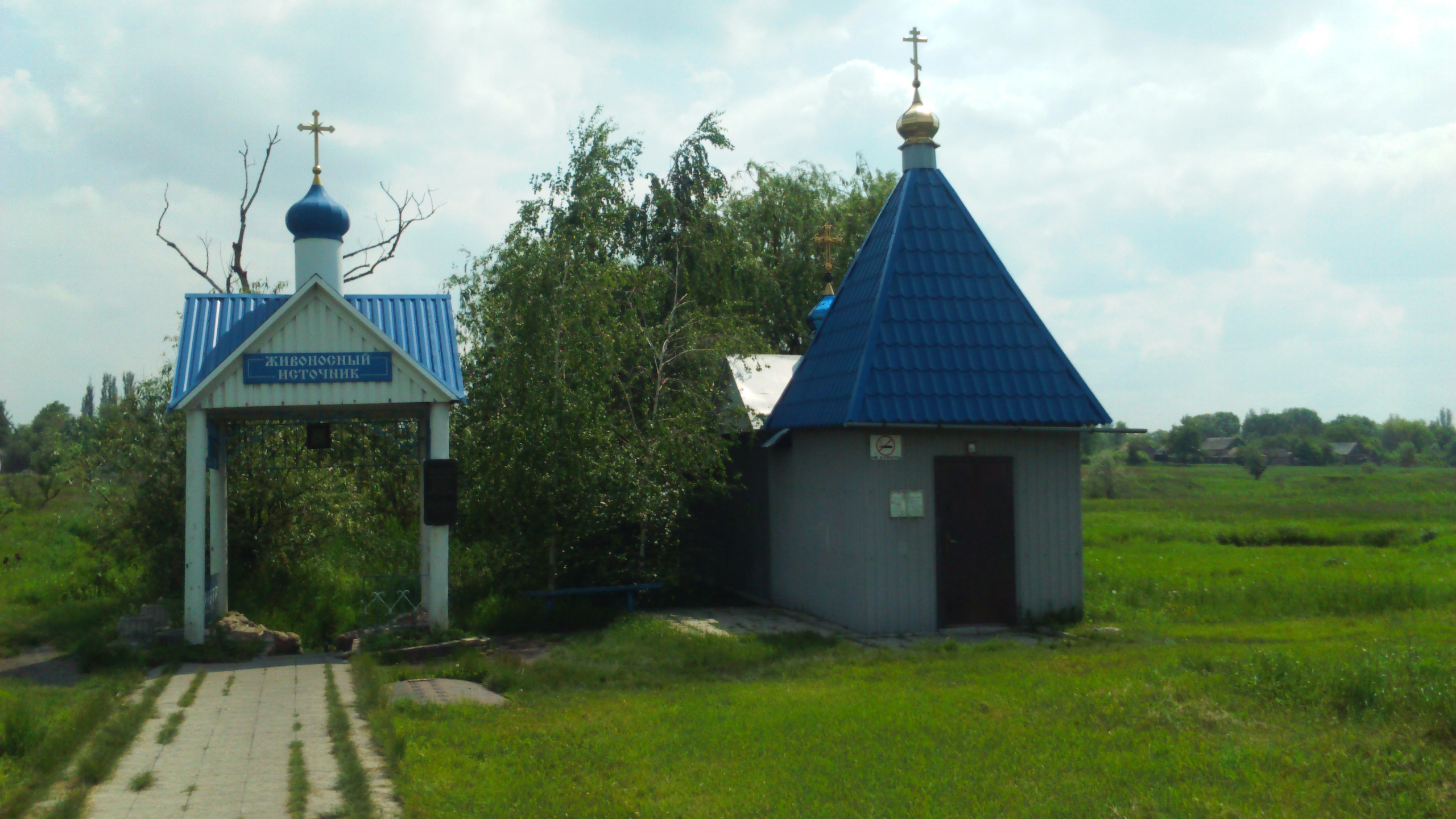
Живоносне джерело

Церква Успіння Пресв'ятої Богородиці
У селищі Св'ятогорівка — Успенський храм. Престольне св'ято: Успіння Пресв'ятої Богородиці (28 серпня). Настоятель: протоієрей Анатолій Костенко. Адреса: 85020 селище Св'ятогорівка Покровського районну, вулиця Т.Г.Шевченка, 49.
Типовий був побудований 1794 році. Знищений восени 1949 року. Напівтиповий храм діє з 1950 року.

## Населення

### Мова
Розподіл населення за рідною мовою за даними перепису 2001 року:

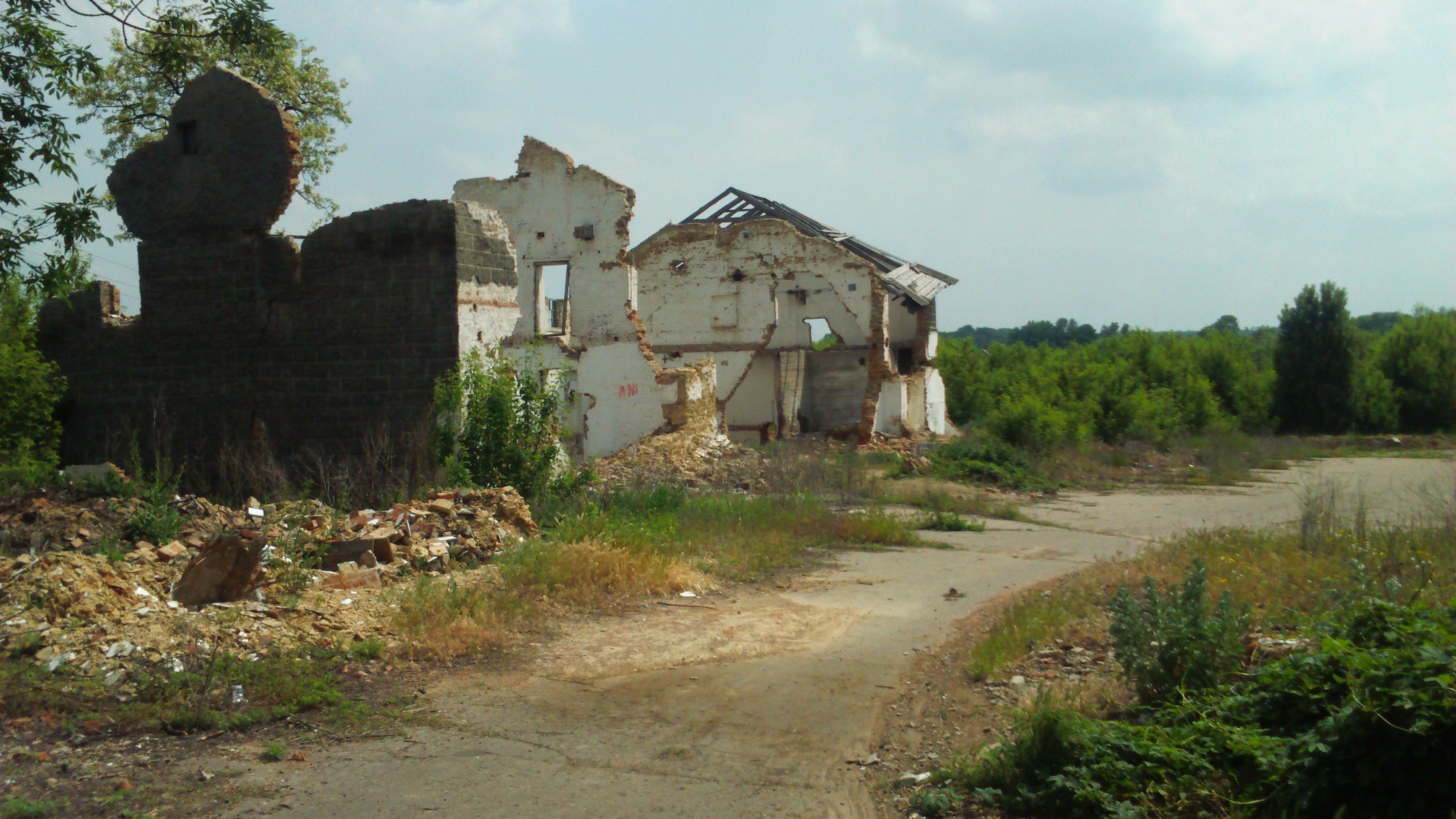
Руїни млина Святогорівка

| Мова            | Кількість | Відсоток |
| --------------- | --------- | -------- |
| українська      | 1887      | 89.52%   |
| російська       | 218       | 10.34%   |
| інші/не вказали | 3         | 0.14%    |
| Усього          | 2108      | 100%     |

## Підприємства
- СТОВ «Св'ятогорівське».

## Особистості
- Жданов Віктор Михайлович (1914—1987 рр.) — видатний вчений вірусолог з світовим ім'ям, організатор науки і охорони здоров'я.
- Глоба Ю.В. — гірник шахти «Білозірська», Герої Соціалістичної праці.

## Пам'ятники
- Братська могила повстанців.
- Кургани.

## Голови сільради
Юдін Тимліій Фроловичь з 1917 року (вбитий влітку 1918 року),  Сузін, Дудушко Федір Ферсанович, Савостянов Степан Мусійовичь з вересня 1943 року, Зенін Іван Пилипович з 01.1950 по 09.1950 року, Кривошеєв Г М з 09.1959 року по 03.1961 рік, Маслов Григорій Михайлович з 04.1951 року по 02.1953 рік.

## Жертви сталінських репресій
- Прокопенко Іван Якович, 1895 року народження, село Св'ятогорівка Добропільського району Донецької області, українець, освіта початкова, безпартійний. Проживав за місцем народження. Завідувач магазином Красноармійської дільниці Постишівського межрайторгу. Заарештований 09 вересня 1937 року. Даних про вирок немає. Реабілітований у 1939 році.